# Lambert Wicher Ebbinge
Lambert Wicher Ebbinge (Groningen, 3 april 1848 - Kampen, 24 november 1896) was een Nederlands politicus.

## Leven en werk
Ebbinge was een zoon van koopman Lambertus Ebbinge en Josina Kuipers. Hij trouwde met Margaretha Lubbina Diephuis (1848-1895) en na haar overlijden met Alagonda Geertruida Diephuis (1855-1940), dochters van hoogleraar Gerhardus Diephuis.
Ebbinge studeerde rechten in zijn geboorteplaats en werd advocaat. In 1874 werd hij benoemd tot burgemeester van Smilde. Aansluitend vervulde hij dit ambt in Hoogeveen en Kampen. Het huis dat Ebbinge in 1881 door gemeente-architect Hoegsma liet bouwen aan de Hoofdstraat 5 in Hoogeveen is tegenwoordig een rijksmonument. Hij was van 1888 tot 1892 lid van de Provinciale Staten van Overijssel. Bij een bezoek in 1895 van koningin-regentes Emma en prinses Wilhelmina aan Kampen ontving hij een onderscheiding als Ridder in de Orde van Oranje-Nassau.
Ebbinge overleed in 1896 op 48-jarige leeftijd. Een jaar later werd in Kampen de Ebbingestraat naar hem vernoemd.